# Ursula Sauer
Ursula Sauer (* 14. Juli 1960) ist eine ehemalige deutsche Mittel- und Langstreckenläuferin, die für die DDR startete.
Bei den Leichtathletik-Junioreneuropameisterschaften 1977 in Donezk gewann sie Silber über 1500 m.
1979 wurde sie über 3000 m jeweils Vierte beim Leichtathletik-Europacup in Turin und beim Leichtathletik-Weltcup in Montreal.
Ihr Deutscher U20-Rekord über 3000 m wurde erst 2015 von Konstanze Klosterhalfen gebrochen.

## Persönliche Bestzeiten
- 800 m: 2:05,7 min, 10. August 1977, Potsdam
- 1500 m: 4:12,6 min, 12. August 1979, Karl-Marx-Stadt
- 3000 m: 8:57,59 min, 5. August 1979, Turin